# Exiliunguleon nanus
Exiliunguleon nanus är en insektsart som beskrevs av C.-k. Yang 1999. Exiliunguleon nanus ingår i släktet Exiliunguleon och familjen myrlejonsländor. Inga underarter finns listade i Catalogue of Life.